# Isaías Augusto Newton
Isaías Augusto Newton foi um Contra-Almirante da Armada Portuguesa. Foi Comandante da Companhia
de Guardas-Marinhas, da Academia Real de Guardas-Marinhas, Director e Comandante da Escola Naval a partir de 5 de fevereiro de 1930. 
Foi agraciado com o Grau de Grã-Cruz a 1 de outubro de 1930.